# Verbindungsbogen (Wien)
| Streckenlänge: | 1,415 km             |                                           |                                           |
| Spurweite: | 1435 mm (Normalspur) |                                           |                                           |
| Stromsystem: | ab 1925: 750 Volt =  |                                           |                                           |
| Zweigleisigkeit: | durchgehend          |                                           |                                           |
| |                      |                                           |                                           |
| \| \| \| Gürtellinie von Meidling-Hauptstraße \| \| \| \| \| Abzweigstelle Nußdorfer Straße \| \| \| \| \| Gürtellinie nach Heiligenstadt \| \| \| \| \| Bogen 354 \| \| \| \| \| Bogen 353 \| \| \| \| \| Bogen 352 \| \| \| \| \| Bogen 351 \| \| \| \| \| Bogen 350 \| \| \| \| \| Bogen 349 \| \| \| \| \| Bogen 348 \| \| \| \| \| Heiligenstädter Straße / Straßenbahn Wien \| \| \| \| \| Bogen 347 \| \| \| \| \| Franz-Josefs-Bahn (101,8 m) \| \| \| \| \| Bogen 346 \| \| \| \| \| Donaukanallinie \| \| \| \| \| Bogen 345 \| \| \| \| \| Bogen 344 \| \| \| \| \| Bogen 343 \| \| \| \| \| Bogen 342 \| \| \| \| \| Bogen 341 \| \| \| \| \| Bogen 340 \| \| \| \| \| Bogen 339 \| \| \| \| \| Bogen 338 \| \| \| \| \| Bogen 337 \| \| \| \| \| Bogen 336 \| \| \| \| \| Spittelauer Lände \| \| \| \| \| Bogen 335A \| \| \| \| \| Bogen 335 \| \| \| \| \| Bogen 334 \| \| \| \| \| Bogen 333 \| \| \| \| \| Bogen 332 \| \| \| \| \| Bogen 331 \| \| \| \| \| Bogen 330 \| \| \| \| \| Bogen 329 \| \| \| \| \| Bogen 328 \| \| \| \| \| Bogen 327 \| \| \| \| \| Bogen 326 \| \| \| \| \| Bogen 325 \| \| \| \| \| Bogen 324 \| \| \| \| \| Bogen 323 \| \| \| \| \| \| \| \| \| \| Zugang zum Donaukanal \| \| \| \| \| Donaukanallinie von Heiligenstadt \| \| \| \| \| Bogen 322 \| \| \| \| \| Bogen 321 \| \| \| \| \| Bogen 320 \| \| \| \| \| Bogen 319 \| \| \| \| \| Bogen 318 \| \| \| \| \| Bogen 317 \| \| \| \| \| Bogen 316 \| \| \| \| \| Bogen 315 \| \| \| \| \| Bogen 314 \| \| \| \| \| Bogen 313 \| \| \| \| \| Bogen 312 \| \| \| \| \| Bogen 306 / Bogen 311 \| \| \| \| \| Bogen 305 / Bogen 310 \| \| \| \| \| Bogen 304 / Bogen 309 \| \| \| \| \| Bogen 303 / Bogen 308 \| \| \| \| \| Bogen 302 / Bogen 307 \| \| \| \| \| Bogen 301 \| \| \| \| \| \| \| \| \| \| Friedensbrücke (bis 1926: Brigittabrücke) \| \| \| \| \| Donaukanallinie nach Hauptzollamt \| \| |                      |                                           |                                           |
| Strecke (außer Betrieb) |                      | Gürtellinie von Meidling-Hauptstraße      | Gürtellinie von Meidling-Hauptstraße      |
| Dienststation / Betriebs- oder Güterbahnhof (Strecke außer Betrieb) |                      | Abzweigstelle Nußdorfer Straße            | Abzweigstelle Nußdorfer Straße            |
| Abzweig geradeaus und nach links (Strecke außer Betrieb) |                      | Gürtellinie nach Heiligenstadt            | Gürtellinie nach Heiligenstadt            |
| Brücke (Strecke außer Betrieb) |                      | Bogen 354                                 | Bogen 354                                 |
| Brücke (Strecke außer Betrieb) |                      | Bogen 353                                 | Bogen 353                                 |
| Brücke (Strecke außer Betrieb) |                      | Bogen 352                                 | Bogen 352                                 |
| Brücke (Strecke außer Betrieb) |                      | Bogen 351                                 | Bogen 351                                 |
| Brücke (Strecke außer Betrieb) |                      | Bogen 350                                 | Bogen 350                                 |
| Brücke (Strecke außer Betrieb) |                      | Bogen 349                                 | Bogen 349                                 |
| Brücke (Strecke außer Betrieb) |                      | Bogen 348                                 | Bogen 348                                 |
| Kreuzung mit U-Bahn geradeaus oben (Strecke geradeaus außer Betrieb) |                      | Heiligenstädter Straße / Straßenbahn Wien | Heiligenstädter Straße / Straßenbahn Wien |
| Brücke (Strecke außer Betrieb) |                      | Bogen 347                                 | Bogen 347                                 |
| Kreuzung geradeaus oben (Strecken außer Betrieb) |                      | Franz-Josefs-Bahn (101,8 m)               | Franz-Josefs-Bahn (101,8 m)               |
| Brücke (Strecke außer Betrieb) |                      | Bogen 346                                 | Bogen 346                                 |
| Kreuzung geradeaus oben (Strecken außer Betrieb) |                      | Donaukanallinie                           | Donaukanallinie                           |
| Brücke (Strecke außer Betrieb) |                      | Bogen 345                                 | Bogen 345                                 |
| Brücke (Strecke außer Betrieb) |                      | Bogen 344                                 | Bogen 344                                 |
| Brücke (Strecke außer Betrieb) |                      | Bogen 343                                 | Bogen 343                                 |
| Brücke (Strecke außer Betrieb) |                      | Bogen 342                                 | Bogen 342                                 |
| Brücke (Strecke außer Betrieb) |                      | Bogen 341                                 | Bogen 341                                 |
| Brücke (Strecke außer Betrieb) |                      | Bogen 340                                 | Bogen 340                                 |
| Brücke (Strecke außer Betrieb) |                      | Bogen 339                                 | Bogen 339                                 |
| Brücke (Strecke außer Betrieb) |                      | Bogen 338                                 | Bogen 338                                 |
| Brücke (Strecke außer Betrieb) |                      | Bogen 337                                 | Bogen 337                                 |
| Brücke (Strecke außer Betrieb) |                      | Bogen 336                                 | Bogen 336                                 |
| Brücke (Strecke außer Betrieb) |                      | Spittelauer Lände                         | Spittelauer Lände                         |
| Brücke (Strecke außer Betrieb) |                      | Bogen 335A                                | Bogen 335A                                |
| Brücke (Strecke außer Betrieb) |                      | Bogen 335                                 | Bogen 335                                 |
| Brücke (Strecke außer Betrieb) |                      | Bogen 334                                 | Bogen 334                                 |
| Brücke (Strecke außer Betrieb) |                      | Bogen 333                                 | Bogen 333                                 |
| Brücke (Strecke außer Betrieb) |                      | Bogen 332                                 | Bogen 332                                 |
| Brücke (Strecke außer Betrieb) |                      | Bogen 331                                 | Bogen 331                                 |
| Brücke (Strecke außer Betrieb) |                      | Bogen 330                                 | Bogen 330                                 |
| Brücke (Strecke außer Betrieb) |                      | Bogen 329                                 | Bogen 329                                 |
| Brücke (Strecke außer Betrieb) |                      | Bogen 328                                 | Bogen 328                                 |
| Brücke (Strecke außer Betrieb) |                      | Bogen 327                                 | Bogen 327                                 |
| Brücke (Strecke außer Betrieb) |                      | Bogen 326                                 | Bogen 326                                 |
| Brücke (Strecke außer Betrieb) |                      | Bogen 325                                 | Bogen 325                                 |
| Brücke (Strecke außer Betrieb) |                      | Bogen 324                                 | Bogen 324                                 |
| Brücke (Strecke außer Betrieb) |                      | Bogen 323                                 | Bogen 323                                 |
| Strecke von links (außer Betrieb) · Abzweig geradeaus und nach rechts (Strecke außer Betrieb) |                      |                                           |                                           |
| Brücke (Strecke außer Betrieb) · Brücke (Strecke außer Betrieb) |                      | Zugang zum Donaukanal                     | Zugang zum Donaukanal                     |
| Kreuzung geradeaus oben (Strecken außer Betrieb) · Strecke nach links und von rechts (außer Betrieb) · Strecke von rechts (außer Betrieb) |                      | Donaukanallinie von Heiligenstadt         | Donaukanallinie von Heiligenstadt         |
| Strecke (außer Betrieb) · Strecke (außer Betrieb) · Brücke (Strecke außer Betrieb) |                      | Bogen 322                                 | Bogen 322                                 |
| Strecke (außer Betrieb) · Strecke (außer Betrieb) · Brücke (Strecke außer Betrieb) |                      | Bogen 321                                 | Bogen 321                                 |
| Strecke (außer Betrieb) · Strecke (außer Betrieb) · Brücke (Strecke außer Betrieb) |                      | Bogen 320                                 | Bogen 320                                 |
| Strecke (außer Betrieb) · Strecke (außer Betrieb) · Brücke (Strecke außer Betrieb) |                      | Bogen 319                                 | Bogen 319                                 |
| Strecke (außer Betrieb) · Strecke (außer Betrieb) · Brücke (Strecke außer Betrieb) |                      | Bogen 318                                 | Bogen 318                                 |
| Strecke (außer Betrieb) · Strecke (außer Betrieb) · Brücke (Strecke außer Betrieb) |                      | Bogen 317                                 | Bogen 317                                 |
| Strecke (außer Betrieb) · Strecke (außer Betrieb) · Brücke (Strecke außer Betrieb) |                      | Bogen 316                                 | Bogen 316                                 |
| Strecke (außer Betrieb) · Strecke (außer Betrieb) · Brücke (Strecke außer Betrieb) |                      | Bogen 315                                 | Bogen 315                                 |
| Strecke (außer Betrieb) · Strecke (außer Betrieb) · Brücke (Strecke außer Betrieb) |                      | Bogen 314                                 | Bogen 314                                 |
| Strecke (außer Betrieb) · Strecke (außer Betrieb) · Brücke (Strecke außer Betrieb) |                      | Bogen 313                                 | Bogen 313                                 |
| Strecke (außer Betrieb) · Strecke (außer Betrieb) · Brücke (Strecke außer Betrieb) |                      | Bogen 312                                 | Bogen 312                                 |
| Brücke (Strecke außer Betrieb) · Strecke (außer Betrieb) · Brücke (Strecke außer Betrieb) |                      | Bogen 306 / Bogen 311                     | Bogen 306 / Bogen 311                     |
| Brücke (Strecke außer Betrieb) · Strecke (außer Betrieb) · Brücke (Strecke außer Betrieb) |                      | Bogen 305 / Bogen 310                     | Bogen 305 / Bogen 310                     |
| Brücke (Strecke außer Betrieb) · Strecke (außer Betrieb) · Brücke (Strecke außer Betrieb) |                      | Bogen 304 / Bogen 309                     | Bogen 304 / Bogen 309                     |
| Brücke (Strecke außer Betrieb) · Strecke (außer Betrieb) · Brücke (Strecke außer Betrieb) |                      | Bogen 303 / Bogen 308                     | Bogen 303 / Bogen 308                     |
| Brücke (Strecke außer Betrieb) · Strecke (außer Betrieb) · Brücke (Strecke außer Betrieb) |                      | Bogen 302 / Bogen 307                     | Bogen 302 / Bogen 307                     |
| Brücke (Strecke außer Betrieb) · Strecke (außer Betrieb) · Strecke (außer Betrieb) |                      | Bogen 301                                 | Bogen 301                                 |
| Strecke nach links (außer Betrieb) · Abzweig geradeaus, von links und von rechts (Strecke außer Betrieb) · Strecke nach rechts (außer Betrieb) |                      |                                           |                                           |
| Bahnhof (Strecke außer Betrieb) |                      | Friedensbrücke (bis 1926: Brigittabrücke) | Friedensbrücke (bis 1926: Brigittabrücke) |
| Strecke (außer Betrieb) |                      | Donaukanallinie nach Hauptzollamt         | Donaukanallinie nach Hauptzollamt         |

Die Nordbergbrücke, auch Verbindungsbogen oder Verbindungskurve, war von 1901 bis 1991 eine Stadtbahnbrücke zwischen der ehemaligen Abzweigstelle Nußdorfer Straße und der Station Friedensbrücke (bis 1926 Brigittabrücke). Die 1,415 Kilometer lange Verbindungskurve verknüpfte die Gürtellinie (heute U6) mit der Donaukanallinie (heute U4). Die ursprünglich als Lokalbahn konzessionierte normalspurige zweigleisige Hochbahn wurde im Auftrag der Commission für Verkehrsanlagen in Wien für die Wiener Dampfstadtbahn erbaut und später von der Wiener Elektrischen Stadtbahn beziehungsweise der Wiener U-Bahn übernommen. Heute ist die Strecke überwiegend stillgelegt, lediglich ein circa 300 Meter langes Teilstück dient weiterhin der U-Bahn. Der Verbindungsbogen war ferner die einzige Teilstrecke der Stadtbahn, die ausschließlich in Hochlage verlief.

## Geschichte

Ein Dampfstadtbahnzug mit sechs Stadtbahnwagen fährt in Richtung Brigittabrücke und überquert im Zuge des Verbindungsbogens gerade die Franz-Josefs-Bahn, im Vordergrund die Heiligenstädter Straße

In der ursprünglichen Stadtbahnplanung vom 27. Oktober 1892 war der Verbindungsbogen noch nicht vorgesehen. Nachdem aber im Zuge der Konkretisierung des Vorhabens die Teilstrecke Gumpendorfer Straße–Matzleinsdorf aus Kostengründen entfiel, drohte sich dies negativ auf den künftigen Betriebsablauf auszuwirken, weil die Gürtellinie vom Bahnhof Hauptzollamt aus nicht ohne Fahrtrichtungswechsel zu erreichen gewesen wäre. Um dieses Manko auszugleichen, integrierten die Verantwortlichen daher per Gesetz vom 23. Mai 1896 kurzfristig noch den Verbindungsbogen in die finale Stadtbahnplanung.
Die Querspange sollte ursprünglich direkt an der Station Nußdorfer Straße beginnen und nur 850 Meter lang sein. Nachdem aber noch 1898 die Donaukanallinie von einer Hoch- zu einer Tiefbahn umgeplant wurde, konnte der Verbindungsbogen aufgrund der Tieferlegung seines Endpunkts Brigittabrücke nicht mehr auf kürzestem Weg zur Gürtellinie führen, das heißt an Stelle der heutigen Nordbergbrücke, weil sonst die Steigung der Rampe zur Brücke über die Franz-Josefs-Bahn zu stark gewesen wäre. Stattdessen verlängerten die Planer ihn künstlich zu einer weiter nach Norden ausholenden Kehre, um ein günstigeres Neigungsverhältnis zu erreichen. Damit war allerdings der bereits gebaute Abzweig an der Station Nußdorfer Straße nutzlos, diese Bauvorleistung im Bereich der Stadtbahnbögen mit den Nummern 179–184 blieb bis heute erhalten. Ersatzweise entstand die circa 300 Meter weiter in Richtung Heiligenstadt gelegene Abzweigstelle Nußdorfer Straße auf freier Strecke, gelegen am Streckenkilometer 7,279 der Gürtellinie.
Letztlich ging der Verbindungsbogen mit seinen 55 steinernen Viaduktbögen und sechs stählernen Brücken am 6. August 1901 zusammen mit der Donaukanallinie in Betrieb, womit das Stadtbahnnetz vollständig war. Die Kilometrierung schloss sich an diejenige der Gürtellinie an, das heißt als Nullpunkt diente gleichfalls der Bahnhof Meidling-Hauptstraße. Mit der weitgehenden Betriebseinstellung wegen Kohlemangels am 8. Dezember 1918 endete auch der Dampfstadtbahnverkehr auf dem Verbindungsbogen, die Infrastruktur lag vorübergehend brach. Erst am 20. Oktober 1925 ging die Strecke nach erfolgter Elektrifizierung durch die Gemeinde Wien wieder in Betrieb und wurde fortan von den Linien DG in Richtung Nußdorfer Straße und GD in Richtung Brigittabrücke bedient. Infolge des Zweiten Weltkriegs war der Betrieb vom 6. April bis zum 18. Juli 1945 erneut eingestellt, nach Wiederinbetriebnahme bediente bis 1954 zusätzlich die Linie G den Verbindungsbogen.
Ab dem 7. Oktober 1989 war dann auch der Verbindungsbogen – der noch 1988 wie die Gürtellinie von Links- auf Rechtsfahrbetrieb umgestellt wurde – Teil der Linie U6, die an jenem Tag aus der Stadtbahnlinie GD hervorging. Doch schon am 4. März 1991 endete der Verkehr auf dem Verbindungsbogen, um die Verkehrsstation Wien Spittelau errichten zu können. Mit deren Fertigstellung am 4. Mai 1996 ging letztlich auch ein circa 300 Meter langes Teilstück des Verbindungsbogens wieder in Betrieb, das heute von der U6 befahren wird. Das stillgelegte Teilstück dient, seit 2009 unter der Bezeichnung Bertha-Zuckerkandl-Weg, als Fuß- und Radweg und ist teilweise durch das 2005 fertiggestellte Zaha-Hadid-Haus überbaut. Der Einzelbogen 346 wurde als einziger abgerissen.

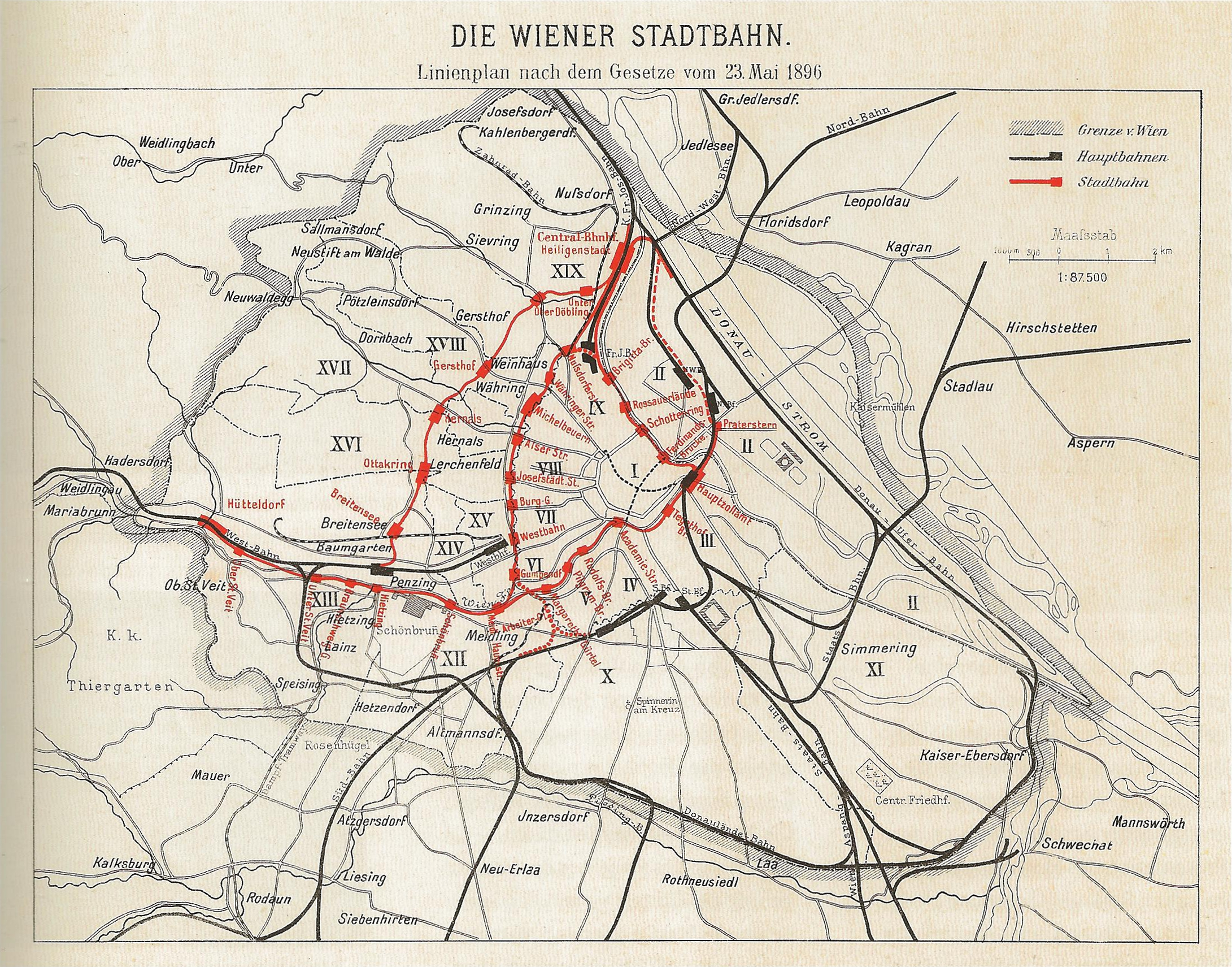
1896 ist der Verbindungsbogen noch als Projekt und mit später verworfener Trassierung verzeichnet
Der Verbindungsbogen in der ursprünglichen Planung als direkte Verbindung zwischen den Haltstationen Brigitta-Brücke und Nussdorfer-Str.
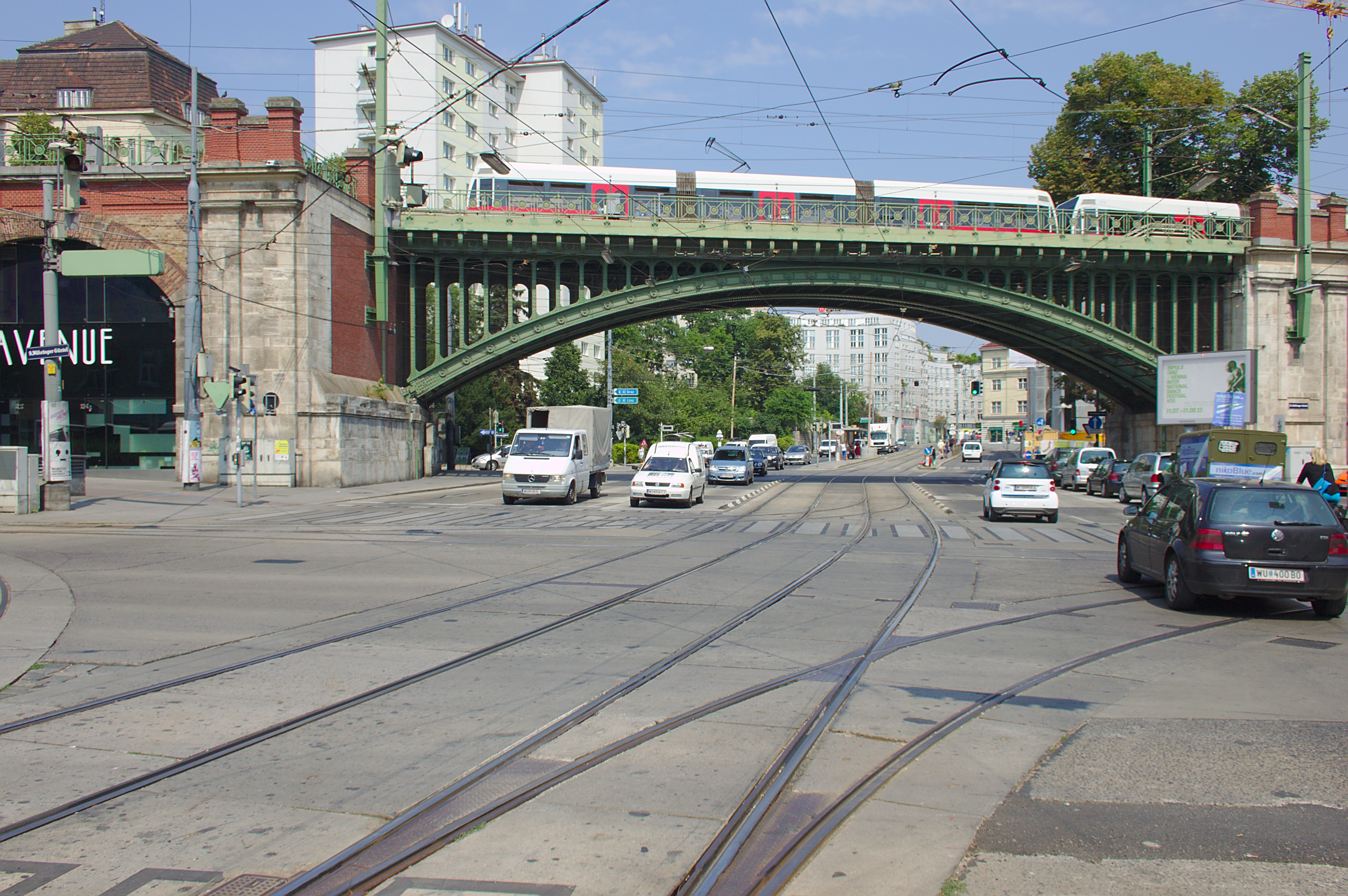
Ursprünglich sollte die Strecke schon am linken Bildrand vor der Brücke über die Döblinger Hauptstraße abzweigen, die Bauvorleistung blieb bis heute erhalten
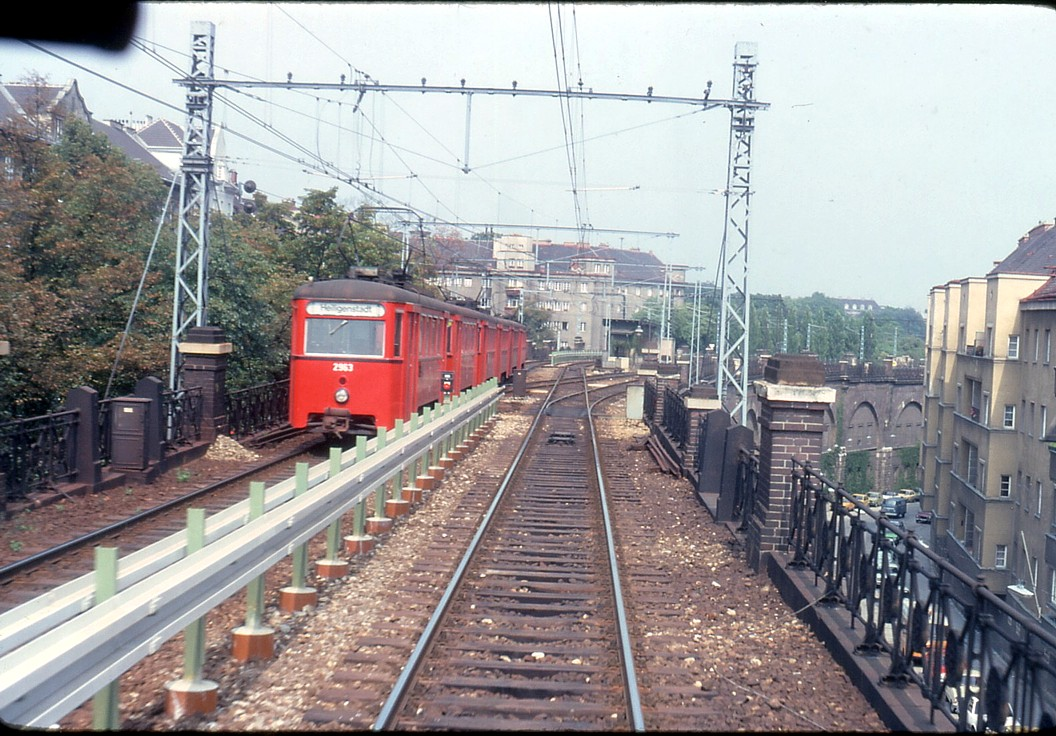
An der Abzweigstelle Nußdorfer Straße zweigte der Verbindungsbogen nach rechts ab, geradeaus die Strecke Richtung Heiligenstadt
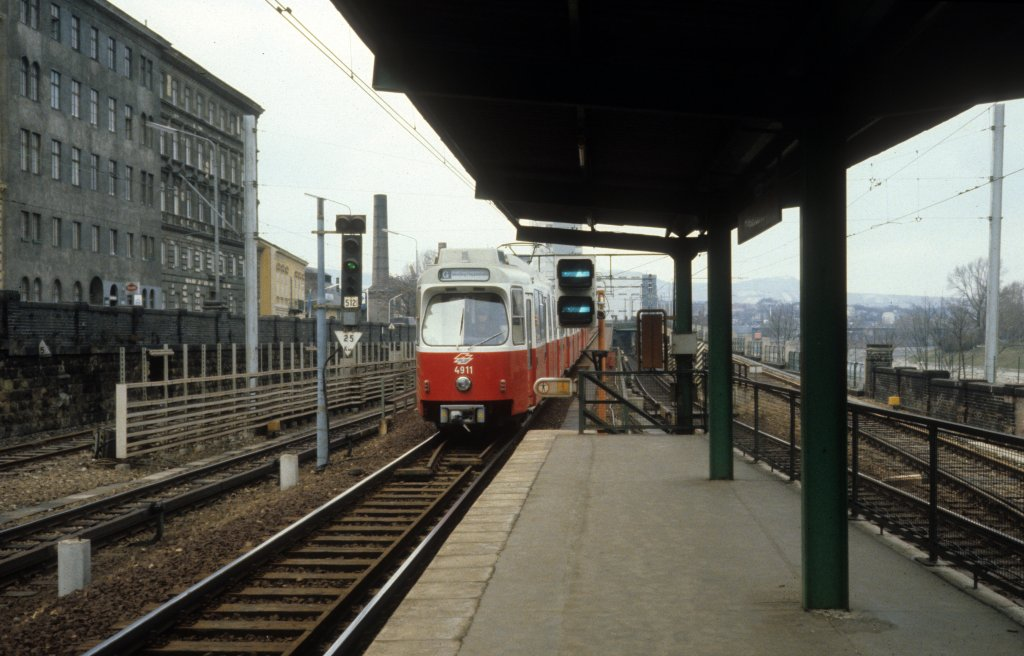
Unmittelbar nach der Station Brigittabrücke begann der Verbindungsbogen anzusteigen, ursprünglich sollte sich diese in Hochlage befinden
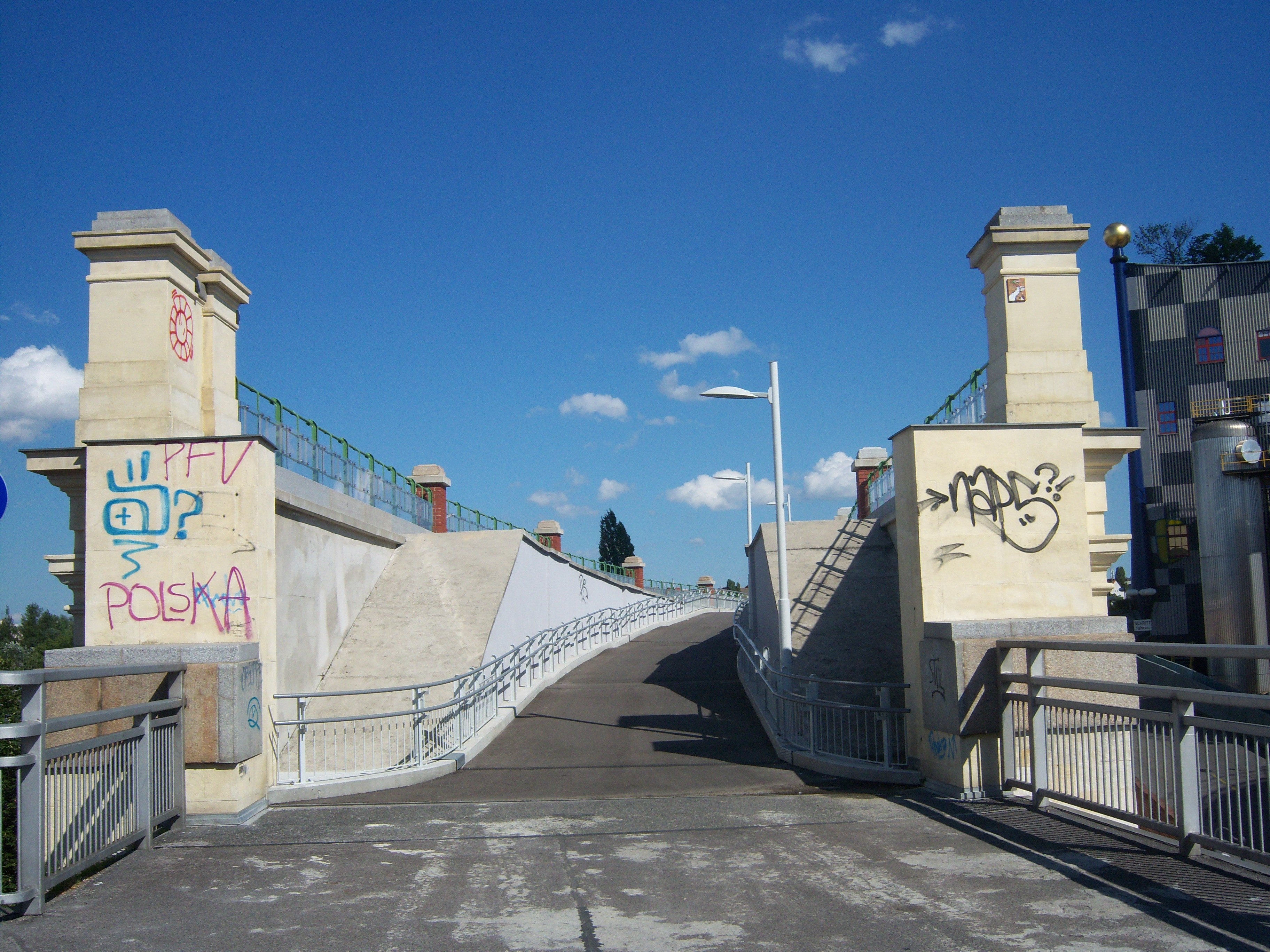
Auf dem 1991 aufgelassenen Abschnitt verläuft heute ein Fuß- und Radweg
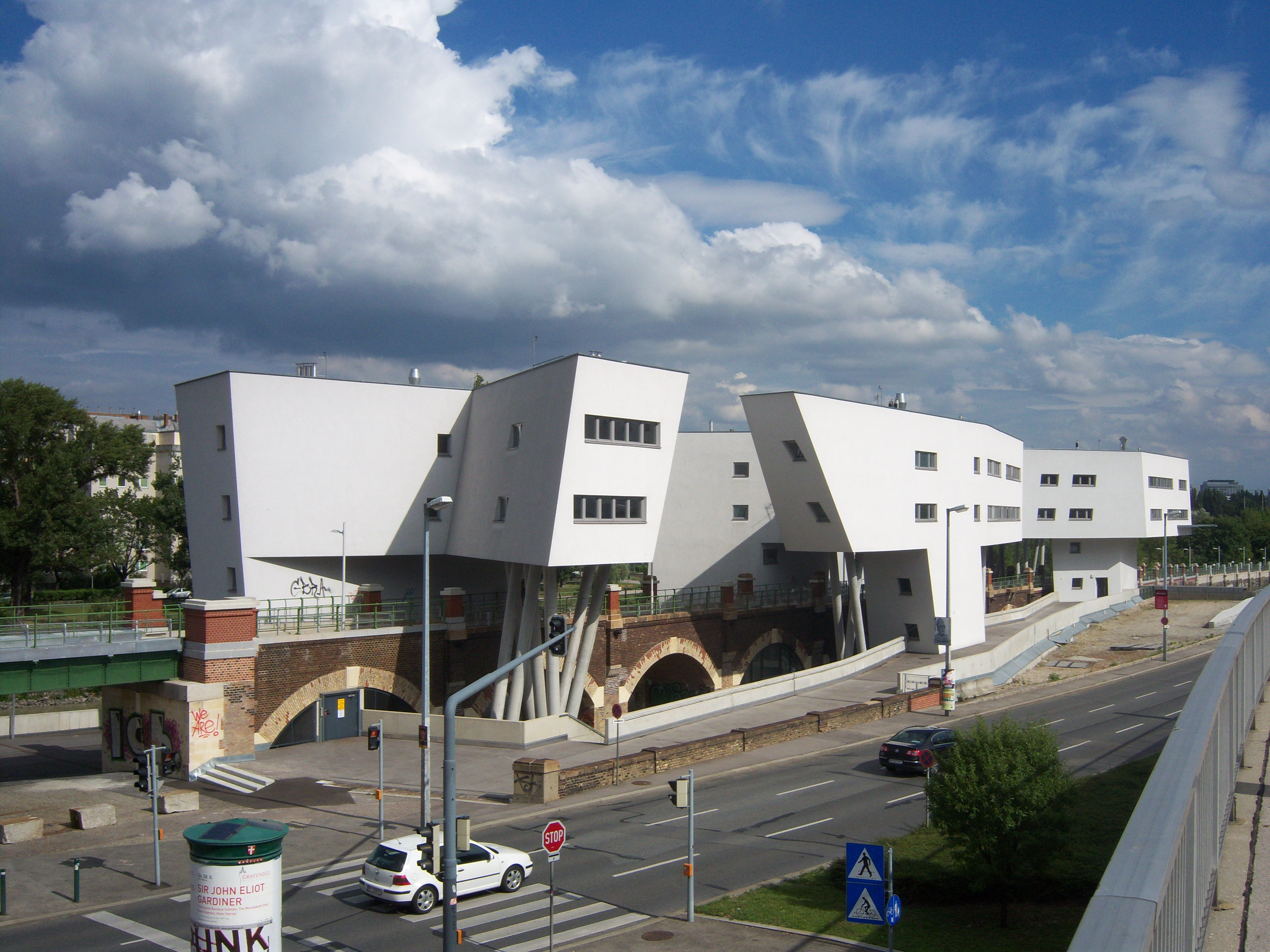
Das vom Zaha-Hadid-Haus überbaute Teilstück
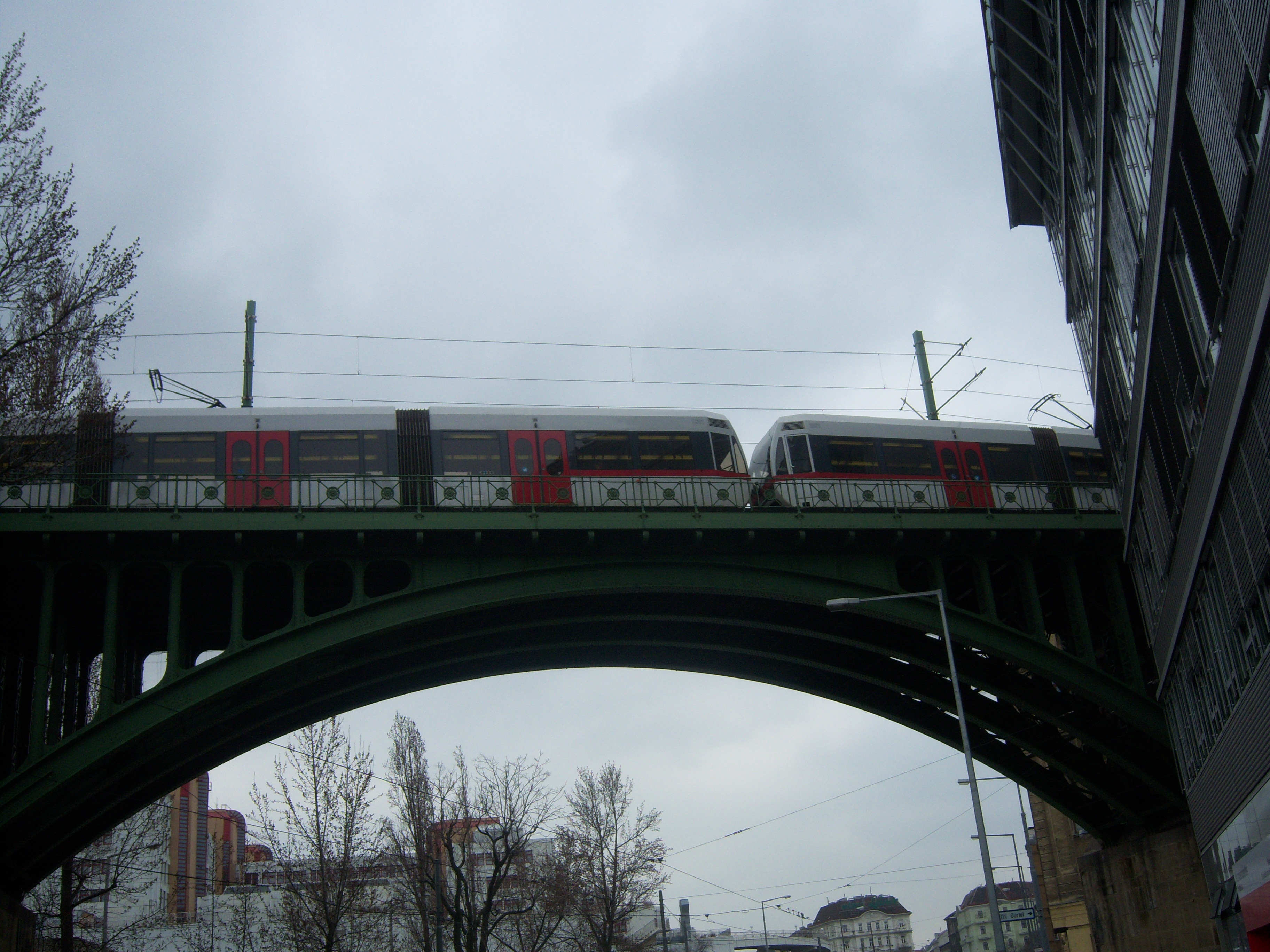
Die Brücke über die Heiligenstädter Straße ist noch in Betrieb und wird von der U6 befahren
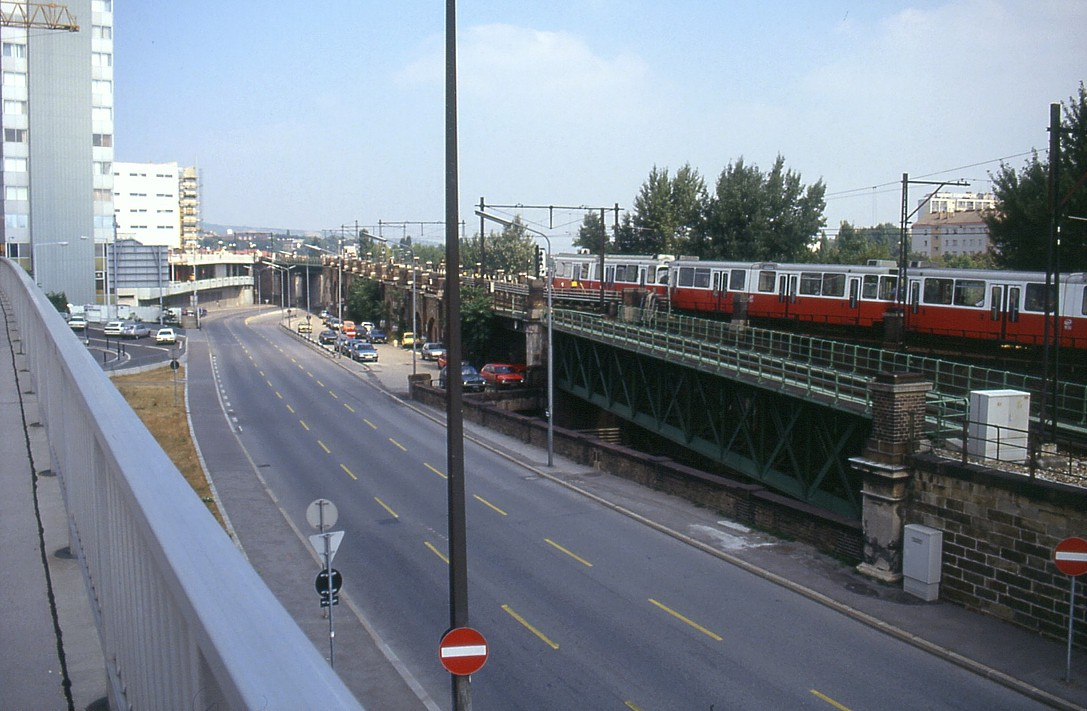
Brücke über die Donaukanallinie